# Veliki Drenovac
Veliki Drenovac (en serbe cyrillique : Велики Дреновац) est un village de Serbie situé dans la municipalité d'Aleksinac, district de Nišava. Au recensement de 2011, il comptait 434 habitants.

## Démographie

### Évolution historique de la population
| 1948  | 1953  | 1961 | 1971 | 1981 | 1991 | 2002 | 2011 |
| ----- | ----- | ---- | ---- | ---- | ---- | ---- | ---- |
| 1 028 | 1 001 | 950  | 787  | 694  | 605  | 483  | 434  |

|  |